# Aliabad-e Kuh Namaki
Aliabad-e Kuh Namaki (perski: علي ابادكوه نمكي) – wieś w Iranie, w ostanie Kerman. W 2006 roku liczyła 23 mieszkańców w 8 rodzinach.